# Černý důl (přírodní památka, okres Česká Lípa)
Černý důl je přírodní památka v Chráněné krajinné oblasti Kokořínsko – Máchův kraj, v jižní části okresu Česká Lípa. Jedná se o mokřadní louku v katastrálním území Houska, patřícím pod obec Blatce, s mnoha chráněnými rostlinami i drobnými živočichy.

## Historie
Přírodní památka zde byla vyhlášena 1. srpna 2000 s rozlohou 1,71 ha v nadmořské výšce 300–318 metrů. Pečuje o ni Agentura ochrany přírody a krajiny ČR – Regionální pracoviště Správa CHKO Kokořínsko – Máchův kraj.

## Přírodní poměry
V jižní části okresu Česká Lípa u silnice II/259 mezi Dubou a Mšenem je zalesněné území s mnoha pískovcovitými útvary. Silnice vede od Dubé na JV přes ves Tubož do Konrádova. Mezi nimi na východ mezi skupinou kopců vede od Tubože Soví důl, na jehož východní stranu navazuje Černý důl, přímo pod Zámeckým vrchem (425 m n. m.). Od hradu do Černého dolu sestupuje závorou uzavřená silnička. Vody z Černého dolu stékají na sever k nedalekému potoku Pšovka.
Přírodní památkou byla vyhlášena mokřadní ostřicová louka v části Černého dolu s četným výskytem chráněných rostlin. Rostou zde např. prstnatec májový (Dactylorhiza majalis), hadilka obecná (Ophioglossum vulgatum), vachta trojlistá (Menyanthes trifoliata), suchopýr úzkolistý (Eriophorum angustifolium) a bradáček vejčitý (Listera ovata). Na louce byli objeveni mj. velký pavouk lovčík vodní (Dolomedes fimbriatus), mlok skvrnitý (Salamandra salamandra), skokan hnědý (Rana temporaria).

## Přístup
Přes Černý důl vede cyklotrasa 003 z Tubože na nedaleký hrad Houska. Přes Housku vede modře značená turistická cesta, která však Černým dolem neprochází. Tubož je od louky vzdálená jeden kilometr.